# Enrique Molina
Enrique Molina (data de nascimento e morte desconhecidos) foi um ciclista olímpico argentino. Molina representou sua nação na prova de perseguição por equipes (4.000 m) nos Jogos Olímpicos de Verão de 1948, em Londres.